# Club Deportivo Huétor Vega
El Club Deportivo Huétor Vega es un equipo de fútbol español de Huétor Vega, Granada. Fundado en 1927, actualmente juega en Tercera División RFEF. Disputa los partidos como local en el Municipal Las Viñas, Con una capacidad de 1.800 espectadores.

## Historia
CD Huétor Vega se fundó en 1927. El 28 de junio de 2018, el club se afilió con el Granada CF. Ese mismo mes, fue prolongado un año más.  En abril de 2020, se anunció que el contrato no se alargaría más y sería finalizado el 30 de junio del mismo año.

## Temporadas
| Temporada | Nivel | División | Posición | Copa del Rey |
| --------- | ----- | -------- | -------- | ------------ |
| 1994/95   | 6     | 2ª And.  | 11°      |              |
| 1996/97   | 6     | 2ª And.  | 10°      |              |
| 1997/98   | 6     | 2ª And.  | 13°      |              |
| 1999/00   | 6     | 2ª And.  | 16°      |              |
| 2002/03   | 6     | 2ª And.  | 7°       |              |
| 2003/04   | 6     | 2ª And.  | 7°       |              |
| 2004/05   | 6     | 2ª And.  | 10°      |              |
| 2005/06   | 6     | 2ª And.  | 16°      |              |
| 2006/07   | 6     | 2ª And.  | 5°       |              |
| 2007/08   | 6     | 2ª And.  | 1°       |              |
| 2008/09   | 6     | 2ª And.  | 1°       |              |
| 2009/10   | 5     | 1ª And.  | 13°      |              |
| 2010/11   | 5     | 1ª And.  | 15°      |              |
| 2011/12   | 6     | 2ª And.  | 10°      |              |
| 2012/13   | 6     | 2ª And.  | 3°       |              |
| 2013/14   | 5     | 1ª And.  | 4°       |              |
| 2014/15   | 5     | 1ª And.  | 4°       |              |
| 2015/16   | 5     | 1ª And.  | 2°       |              |
| 2016/17   | 4     | 3.ª      | 16°      |              |
| 2017/18   | 4     | 3.ª      | 18°      |              |

| Temporada | Nivel | División | Posición | Copa del Rey |
| --------- | ----- | -------- | -------- | ------------ |
| 2018/19   | 4     | 3.ª      | 12°      |              |
| 2019/20   | 4     | 3.ª      | 17°      |              |
| 2020/21   | 4     | 3.ª      | 6°       |              |
| 2021/22   | 5     | 3ª       | 11°      |              |
| 2022/23   | 5     | 3ª       | 6°       |              |
| 2023/24   | 5     | 3ª       | 9°       |              |

- 5 temporadas en Tercera División